# Ardanavy
L'Ardanavy (Ardanabie, Ardanavie, Ardanabia, Ardanavia) est une rivière du Pays basque français (Pyrénées-Atlantiques) affluent de l'Adour.

## Étymologie
Ardanabia signifie trou (d'eau) dans les vignes en basque.

## Géographie
L'Ardanavy nait dans les landes d'Hasparren.
Il collecte les eaux des reliefs situés au nord d'Hasparren et au sud de Mouguerre.
Son cours supérieur passe par le bois d'Eguralde. Il serpente entre Jatxou, Mouguerre, Briscous et Urt puis contourne Urcuit par l'ouest avant de confluer dans l'Adour au pied de ce village. Sa longueur est de 25,8 km.

## Département et communes traversés
- Pyrénées-Atlantiques / Labourd : Hasparren, Jatxou, Mouguerre, Briscous, Urcuit, Urt.

## Principaux affluents
- Angeluko Erreka
- Ur Handia
- Ruisseau de Condistéguy